# Carolina Magistrelli
Carolina Magistrelli Sprega (Mantova, 14 giugno 1858 – Roma, 17 luglio 1939) è stata un'insegnante e divulgatrice scientifica italiana.
Nota per essere stata, con Evangelina Bottero, una delle prime due donne laureate (1881) in Scienze nel Regno d'Italia e per avere pubblicato (1883) uno dei primi testi tecnico-divulgativi sul telefono in Italia.

## Biografia
Dopo avere frequentato la Scuola normale a Firenze, dove conobbe Evangelina Bottero che sarà sua compagna di studi e di insegnamento per molti anni, riuscì ad essere ammessa nel 1880 al secondo anno della Facoltà di Scienze fisiche, matematiche e naturali dell'Università La Sapienza di Roma, dove si laureò nel 1881. Nel 1882 fu assunta presso l'Istituto Superiore di Magistero femminile di Roma,  istituito quello stesso anno dal Ministro Guido Baccelli, con due sedi a Roma e a Firenze. Carolina Magistrelli diverrà professore ordinario e Direttrice del Magistero dove, fino al 1923, vi insegnerà scienze naturali, igiene e antropologia. In seguito alla riforma del Magistero messa a punto da Giovanni Gentile nel 1922, che con decreto ad personam soppresse la cattedra di fisica di Evangelina Bottero e rese retroattive le norme per il reclutamento dei docenti, scelse di andare in pensione anticipatamente. In uno scambio epistolare con Gentile, conservato presso l'Archivio Centrale dello Stato, ebbe occasione di scrivere al ministro:
(Carolina Magistrelli a Giovanni Gentile, lettera del 6 novembre 1923, in Govoni 2007, pp. 83-84 e, in seguito, in "Scienza a Due Voci. Le donne nella scienza italiana dal Settecento al Novecento")

## Scritti principali

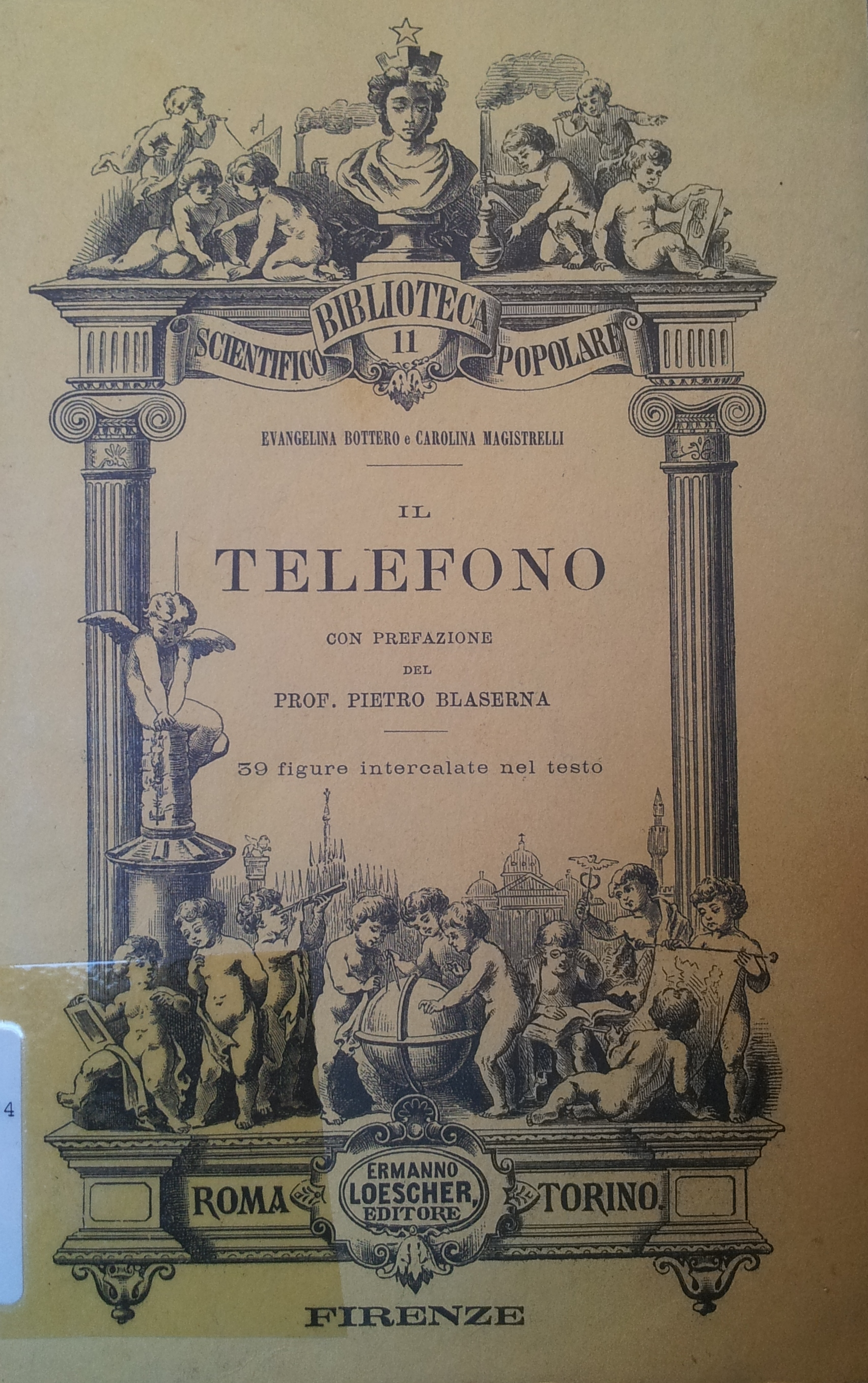
Copertina del libro di Evangelina Bottero e Carolina Magistrelli, Il telefono (1883)

- (con Evangelina Bottero), Il telefono, con prefazione di Pietro Blaserna,  Loescher, Torino 1883.
- Conoscere e amare nell'emancipazione della donna, Roma - Torino - Firenze, E. Loescher, 1886.
- Elementi di zoologia : ad uso delle scuole normali, tecniche, ecc., Paravia, Torino 1888.
- Elementi di botanica, ad uso delle scuole normali, tecniche, ecc., Paravia, Roma 1888 (2 ed. riveduta e corretta, Paravia, 1897).
- Elementi di fisica ad uso delle scuole normali, tecniche, ecc., Paravia, Torino 1890.
- Elementi di chimica e mineralogia ad uso delle scuole normali, tecniche, ecc., Paravia, Torino 1891.